# 스핀(7)-다양체
미분기하학에서 Spin(7)-다양체는 홀로노미 군이 Spin(7) 군의 부분군인 8차원 리만 다양체이다. 스핀(7)-다양체는 리치평탄이며 평행 스피너를 허용한다. 그들은 또한 케일리 순환이라고 불리는 특별한 종류의 부분다양체에 대한 측정 형식인 케일리 형식로 알려진 평행 4-형식을 허용한다.

## 역사
Spin(7)이 특정 리만 8-다양체의 홀로노미 군으로 발생할 수 있다는 사실은 1955년 마르셀 베르제의 분류 정리에 의해 처음 제안되었으며, 이 가능성은 1962년 제임스 해리스 사이먼스가 제시한 베르제 정리의 단순화된 증명과 일치했다. 그러한 다양체의 단 하나의 예도 아직 발견되지 않았지만 1966년에 에드먼드 보넌은 그러한 다양체가 존재한다면 평행 4형식을 가질 것이며 필연적으로 리치 평탄임을 보여주었다. 홀로노미 Spin(7)을 사용하는 8-다양체의 첫 번째 국소적 예는 1984년경 로버트 브라이언트가 구성했으며, 그 존재에 대한 그의 완전한 증명은 1987년 Annals of Mathematics에 발표되었다. 다음으로, 1989년에 브라이언트와 살라몬이 홀로노미 Spin(7)을 갖춘 완비(그러나 콤팩트하지 않은) 8-다양체를 명시적으로 구성했다. 콤팩트 Spin(7)-다양체의 첫 번째 예는 1996년 도미닉 조이스가 구성했다.

## 같이 보기
- G2 다양체
- 칼라비-야우 다양체